# プロビンス島

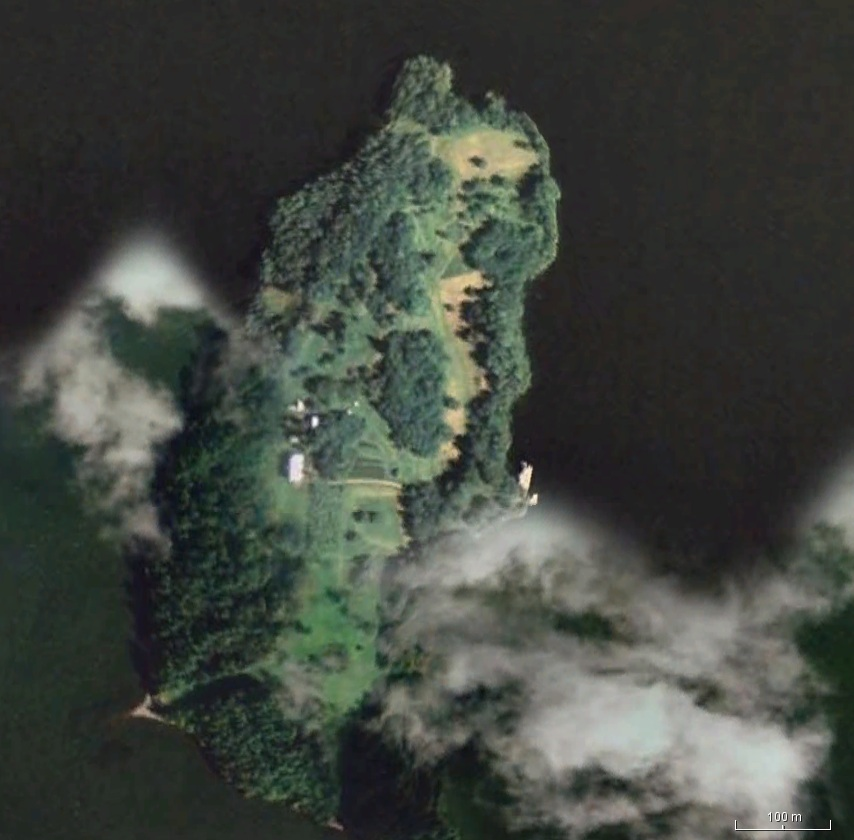
NASAが撮影した島の衛星写真

プロビンス島（プロビンスとう、英語：Province Island、フランス語：Île de la Province）は、アメリカ合衆国のバーモント州とカナダのケベック州に跨るメンフレマゴグ湖にある島。面積は0.31km2（東西0.3km、南北1km程度）で、うち9割強をケベック州のマゴグが占め、残りの南端部0.028km2がバーモント州オーリンズ郡に属する。
島の形状は台湾島に酷似している。